# 預防農業
預防農業作為一種農事操作模式，主要是期望達到有效提供作物與豢養動物足夠的營養，並且避免傳染疾病以及生理障礙的發生，或是在農業災情開始的初期進行手段干預，以降低農民的經營成本與損失並促進農作物、農產品以及規模化畜產及家養動物的產量與健康。
預防農業的推行不限於露地或設施栽培以及畜禽舍養殖或放養模式，依照不同的作物栽培或動物豢養模式，預防農業的推廣即會有不同的應用方案與處理模式。
預防農業與慣行、無毒、有機、再生或自然農法不同的地方，在於擷取並綜合不同農法的優點，在作物種子或苗期或者是禽畜懷孕或幼仔時期就開始對其生長進行營養補充，以提升自體免疫的方式再輔以外部防治，來促進動植物的生長與健康。在農業光譜上，預防農業比較趨近於無毒農業，但不排斥使用化學防治方法，農民可依照預防農業的方案選擇對自己最有利的管理方式。
同時，預防農業也可以包含運用智慧農業或精準農業，配合預警平台、大數據或檢測報告，包括農業氣象、土壤監測、植體分析、流行病分析等，及時提供農民因應土壤元素分布、氣候改變或禽畜疫病通報而可能出現問題的處理方案。

## 農作物管理
預防農業在農作物上的管理方案主要以整合性作物管理（Integrated Crop Management （页面存档备份，存于）, ICM）方案為主，整合性作物管理又分為整合性營養管理（Integrated Nutrient Management, INM）以及整合性害物管理（Integrated Pest Management （页面存档备份，存于）, IPM），整合性作物管理強調一整套作物生產管理的完整方案，包括種植抗病蟲作物品種、種子處理、施用微生物與有機肥料、葉面大中微量元素的營養補充、生物與天敵防治、生物刺激素及高產品種的應用與輪作。
- 整合性營養管理[3]：INM運用在作物土壤是使用簡單的模式，綜合使用有機肥、無機肥以及有益微生物；可以將有機肥、無機肥以及有益微生物製劑混合處理土壤，或者是利用商業已生產好的微生物複合肥。以增加土壤中的有機質、補足作物所需的營養元素以及有益微生物，使三者可以相互影響，增加作物根系對於土壤養分的吸收效果。INM運用在作物地上部可利用葉面補充的方式，增加作物對營養元素的吸收效果，尤其在根部受損而無法吸收養分時即時提供作物養分，並修補根系損傷。以上兩種處理模式可以滿足植物的養分需求，同時降低投入成本，創造有利的土壤理化條件與根圈健康環境，提高作物的品質與產量。
- 整合性害物管理：是一種有效且友善於環境的病蟲害管理方法，依賴多種防治疫病蟲害的方法進行組合，以最經濟的方式管理作物，並減少對接觸者健康、成本與對環境的危害。整合性作物管理可利用種子（包括無毒種苗、抗病品種）、少量的化學防治（利用化學農藥）、生物與生化防治（利用有益微生物、天敵昆蟲以及生物刺激素）、物理防治（利用移除、淹水、火燒、蒸氣與高溫）、農業防治（輪作、間作）等方式執行。農民可利用前述的兩種至三種防治方式，或者是預防農業推廣者所制定的處理方案，有效降低作物病蟲害的發生情形。
- 介於兩者之間的管理：有時，營養與害物管理的界線並不明確，如作物的殘體可能含有包括碳、氮、磷、鉀、硫、鈣、鐵、錳等營養元素，以及蛋白質、胺基酸、纖維素或木質素，也同時含有伺機的病原微生物與蟲卵，因此可利用快速分解植物殘體的微生物製劑，使採收後的作物殘體快速分解以提供下一季作物所需的部分營養，同時分解作物殘體中的病原菌與蟲卵。而利用一些生化物質對作物進行處理，也可以起到提供營養或促進吸收土中營養以及防治病蟲害的功能，如利用亞磷酸鉀，除了可以持效性的提供磷、鉀元素，同時可誘導作物產生抗病性；使用促進生長根圈微生物，可釋放針對病原微生物的溶菌酶、鐵載體、抗生素、有機酸、天然植物賀爾蒙，除了可以營造健康的根圈同時可以協助土壤營養元素的吸收；而農業可用的介面活性劑，可以降低土壤中或葉片上存留的病原微生物，同時提高作物對營養元素的吸收效果。

預防農業在作物管理的成功與否，其有效性取決於方案施行地區的土壤性狀、氣候類型與作物種類，需要因應不同條件而更改使用的農業資材，方能為農民與消費者創造最大的效益。永續農業、循環農業、再生農業是預防農業的目標，預防農業的整合性作物管理同時也是再生農業、循環農業、永續農業的實際推廣方案。

### 預防農業與整合性作物管理的推廣

#### 英國
Integrated Crop Management（另譯作物整合管理）概念發想的單位，是British Crop Protection Council於1997年提出，目標在於生產高品質、高價位的農產品，以獲取最高利益，並達到永續經營的境地。

#### 美國
美國Iowa State University自2008年起設立負責ICM的研究單位。

#### 台灣
台灣的預防農業與整合性作物管理可以分為政府單位與私人企業兩部分的推廣：
- 政府單位：以農業部農業試驗所與農業藥物毒物試驗所為主，設立農作物災害預警平台 （页面存档备份，存于）與作物整合管理的指導手冊[5]。
- 私人企業：以良農現代化農業科技股份有限公司 （页面存档备份，存于）、聚和國際股份有限公司 （页面存档备份，存于）、群耕農業生技有限公司 （页面存档备份，存于）、佳和農化企業有限公司 （页面存档备份，存于）組成的ICM聯盟[6]。

## 動物健康管理
預防農業在畜牧業上的管理方案主要以整合性健康管理（Integrated Health Management, IHM）方案為主，整合性健康管理以營養管理為主，對於豢養環境的整治為輔。藉由補充足夠的礦物質、蛋白質與維生素，配合飼料的供給，並且搭配植源劑與有益微生物，以促進動物的健康生長，達到增加畜產動物的產量以及寵物的健康與壽命延長。而在豢養環境的整治方面，可搭配天然趨避劑、天然除味劑、腐解微生物製劑，降低寄生性昆蟲、有害氣體及有害微生物在環境中的存在，並降低動物對不良生物的感染風險。
整合性健康管理（IHM）是一種前瞻性策略，以增強動物健康和福祉，並降低對抗生素和藥品的依賴性。這種全面的策略圍繞著疾病預防、診斷和治療的三個主要環節而設計。

## 預防
“預防勝於治療”的理念是IHM的基石，這一階段旨在實施預防措施以抑制疾病的發生風險。其重點是嚴格的衛生及生物安全措施，定期進行疫苗接種，並審慎進行畜牧飼養管理，以降低病原入侵的機率。
預防措施包含但不限於以下多種範圍：
1. 營養管理：有效的營養管理在預防策略至關重要，因為營養直接影響著動物的福祉、生長、生產力和抵抗疾病的能力。營養管理包括根據動物特定的生命階段、生理狀況和環境參數來製定營養方案，在基本飼料中加入益生菌、益生元、精油、酵素、有機酸等機能性添加物或礦物質及維生素等營養補充劑是解決特殊營養需求的有效方法。以益生菌及益生元爲例，具有促進健康腸道微生物群發展的潛力，可促進消化作用、營養吸收、增強免疫系統並提高動物的整體健康。
2. 環境控制與設施管理：良好的環境控制和設施管理對於疾病防控具有重要的貢獻。適當的飼養環境條件，包括控制溫度和濕度，確保足夠的空間，藉由降低緊迫，從而改善家畜的健康。
3. 廢棄物管理：妥善的廢棄物管理對於維持一個無病媒和病原體的衛生環境具有關鍵的作用。可以幫助控制氣味，防止疾病傳播的病媒繁殖，並防止對附近水體的污染。

## 診斷
IHM鼓勵定期檢查和疾病檢測，加速診斷過程。定期健康監測，包含行爲及體態評分，搭配進階診斷工具如超音波、血液測試等，以瞭解動物健康狀況深入詳盡，對於治療決策至關重要。

## 治療
IHM方法的最後一個環節是治療，於確診疾病之後進行。將重點放在目標治療策略上，使用特定於疾病的藥物以處方劑量實施。這不僅確保治療的有效性，同時也降低形成抗藥性病原體的風險，並且減少了不必要的用藥。目標是在維持最高的動物福祉的同時，確保公共衛生安全。
整合性健康管理（IHM）依靠以上三個環節相互關聯，共同營造對動物有益的健康環境。因此，IHM成爲可兼顧環境維護及公共衛生安全，確保農業及畜牧生產永續性的未來方向。